# El Pasmo de Sicilia
Caída en el camino del Calvario o La subida al Calvario, conocida también como El Pasmo de Sicilia, es una pintura de gran formato del artista del Renacimiento Rafael Sanzio, conservada en el Museo del Prado de Madrid, procedente de la antigua colección de los reyes de España. 
Este cuadro fue pintado hacia 1515 (según otras fuentes, en 1517).  Originariamente se trataba de un óleo sobre tabla, pero fue pasado a lienzo en el siglo XIX. Está firmado en la roca que se encuentra junto a la figura de Cristo.
Lo curioso de su nombre en castellano deriva del lugar al que iba destinado, el convento de Santa Maria dello Spasimo (Nuestra Señora de las Angustias) de Palermo, Sicilia. El cuadro figura con este nombre en las fuentes antiguas desde su llegada a España. También se le conoce, en italiano, como Lo Spasimo.

## Historia
El cuadro fue encargado a Rafael para presidir el altar mayor del convento palermitano. Este pertenecía a la Orden Olivetana, una congregación benedictina que había sido fundada en el siglo XIV.
El comitente, Giacomo Basilicò, era un adinerado doctor en leyes de Palermo que había sufragado también la construcción de la iglesia conventual. Parece ser que era muy devoto de la Virgen María en su advocación de los Dolores.
En el momento del encargo (ya sea cualesquiera de las dos fechas propuestas por los especialistas), Rafael era uno de los artistas más apreciados de toda Italia. Había sido nombrado maestro mayor de la Obra de la Basílica de San Pedro en 1514, y ese mismo año comenzaba la decoración pictórica de la Estancia del Incendio del Borgo, auspiciada por el pontífice León X. Estos, y otros muchos encargos de gran magnitud, fruto de su inmensa fama, hacían que el maestro tuviera que delegar en sus ayudantes de taller la conclusión de los mismos. Sin embargo, en el caso del cuadro que nos ocupa, los especialistas coinciden en que el diseño general se debe enteramente al maestro, así como la realización de las partes más destacadas.
El cuadro se hizo enseguida famoso, y Vasari lo menciona con estas palabras:

Hizo luego para el monasterio de Palermo, llamado Santa Maria dello Spasmo, de los frailes de Monte Oliveto, una tabla con un Cristo que carga la cruz, la cual es tenida como algo maravilloso, pues allí puede verse la crueldad de los crucificadores que lo conducen, con furia infinita, al monte Calvario. Cristo padece ese tormento y siente cercana su muerte al caer bajo el peso de la cruz, y empapado de sudor y sangre, vuelve su mirada a las Tres Marías, que lloran desconsoladamente. Entre otras muchas figuras se ve allí a la Verónica extendiendo los brazos para enjugarle el rostro con un lienzo, llena de compasión [como se ve claramente en la pintura, tal figura no es la Verónica sino la Virgen María] (...) la colocaron en Palermo, y desde entonces es allí más famosa que el mismo monte volcánico [el Etna].
Giorgio Vasari, Vidas

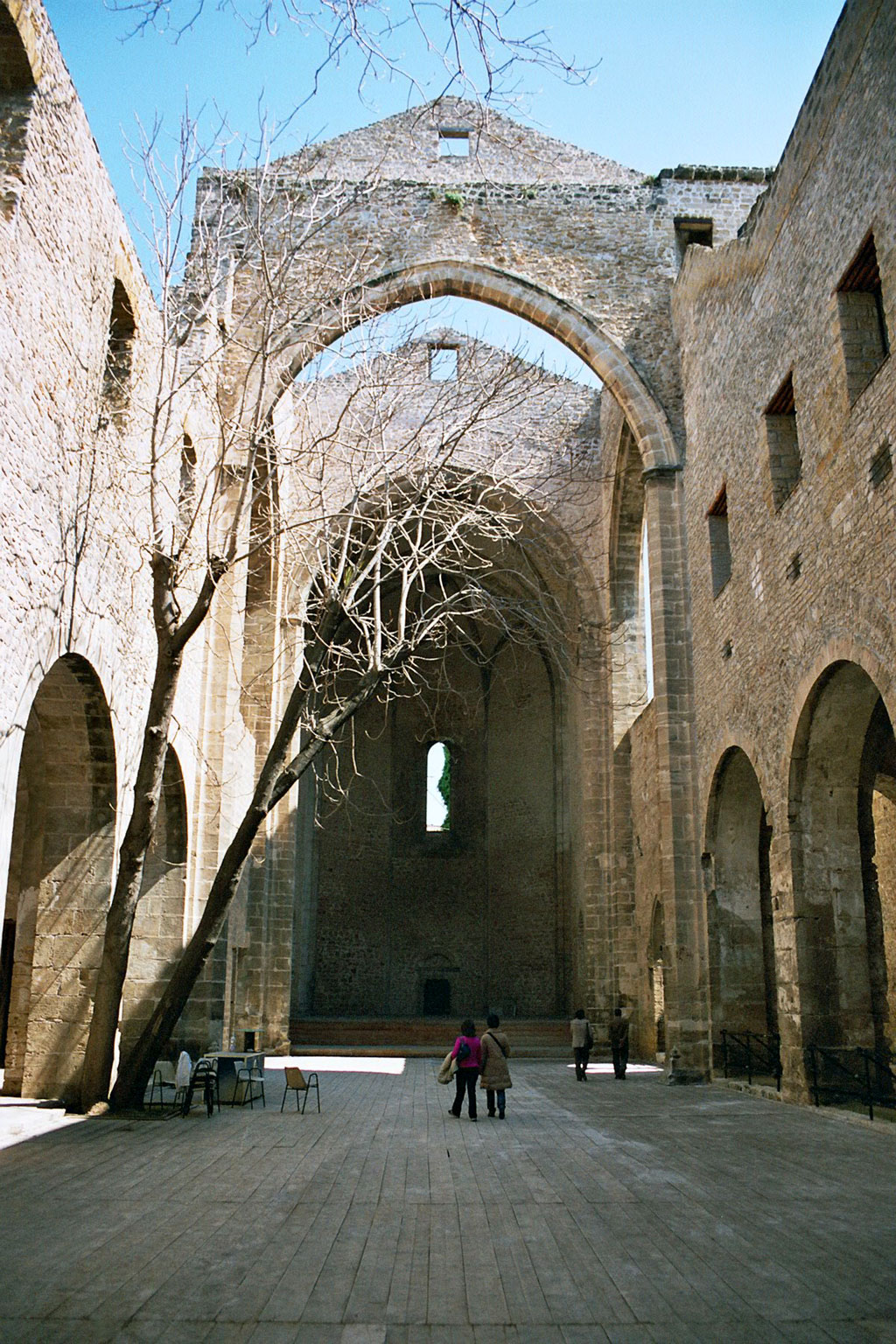
Ruinas de la iglesia de Santa Maria dello Spasimo, en Palermo, para cuyo altar mayor fue pintado el cuadro.

Narra también Vasari en el mismo pasaje que, una vez concluido, el cuadro estuvo a punto de perderse debido al naufragio del navío que tenía que transportarlo de Génova a Sicilia, pero que se recuperó de manera milagrosa, lo que vino a acrecentar el aprecio que se le tenía.
En el convento permaneció la pintura hasta que el rey Felipe IV de España, un ávido coleccionista de las obras de Rafael, decidió hacerse con ella al precio que fuese.  Contó para ello con la colaboración de, entre otros, el virrey de Nápoles, Gaspar de Bracamonte, conde de Peñaranda; Cesare Fachinetti, Nuncio Apostólico en España en aquel momento; y el padre general de los olivetanos, Angelomaria Torelli. El Nuncio escribió a Luis de Haro, valido de Felipe IV, describiendo el cuadro como la alhaja más preciosa del mundo. 
Trasladada personalmente por el prior del convento desde Sicilia, la obra llegó a España en 1661. Fue colocada en el altar mayor de la Capilla del Real Alcázar de Madrid, y el monarca compensó holgadamente a los frailes por su generosidad al desprenderse de ella. Inmediatamente se convirtió en una de las pinturas más famosas de la colección real. Ya había sido copiada antes de su salida de Italia numerosas veces; una copia pintada en Palermo por Giuseppe Sirena (1526-1593) se conserva ahora en el Oratorio de San Felipe Neri de Alcalá de Henares, y años después de llegar el original a España, Juan Carreño de Miranda realizó en 1674 una copia muy fiel para la iglesia de un convento madrileño (actualmente pertenece a la Real Academia de Bellas Artes de San Fernando). 

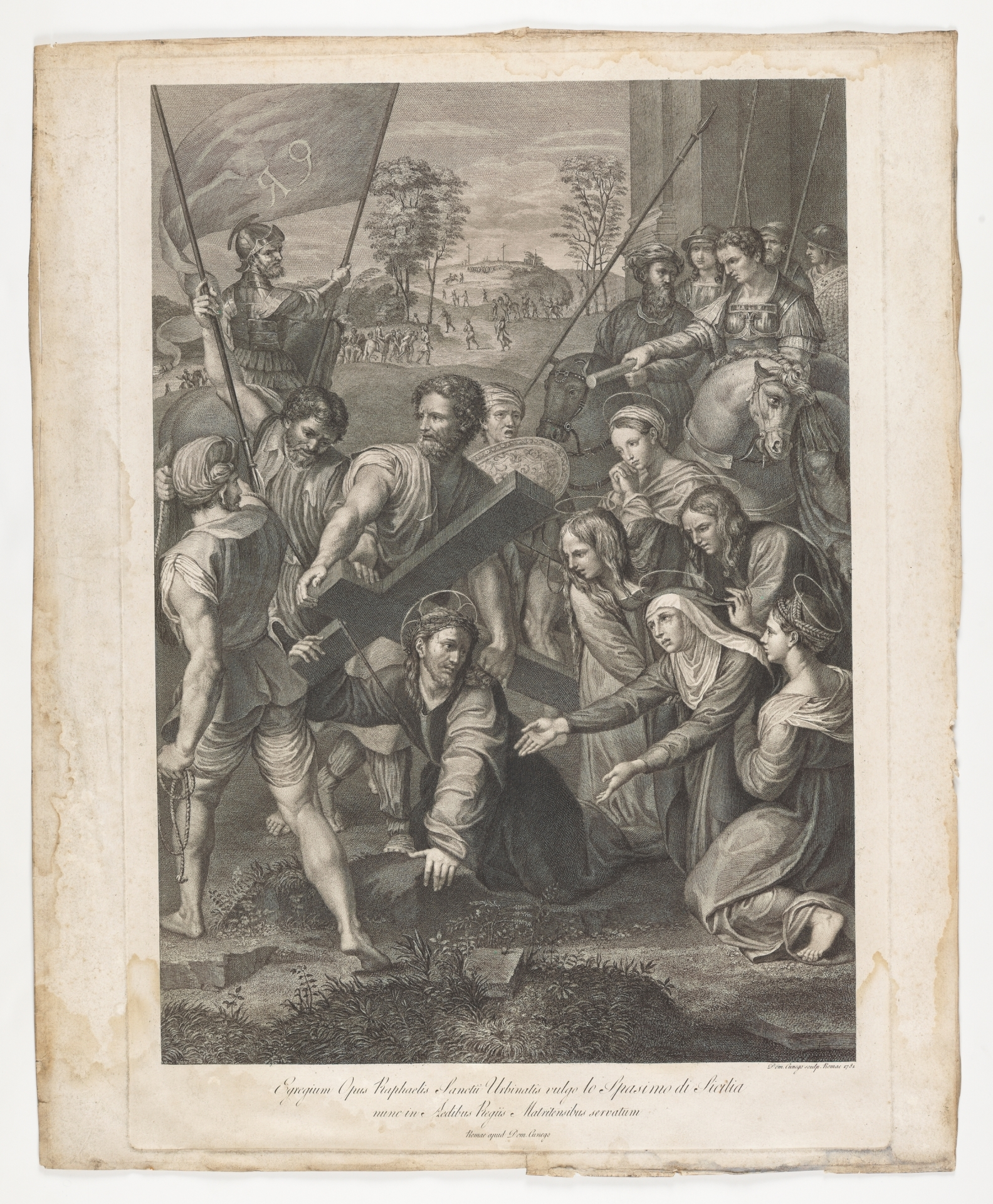
Domenico Cunego, por pintura de Rafael: Caída en el camino del Calvario (El Pasmo de Sicilia), 1781. Aguafuerte y buril. Gabinete de Dibujos, Estampas y Fotografías del Museo del Prado, donación Pedro Alberdi.

La obra de Rafael permaneció en el Real Alcázar hasta que tuvo que ser rescatada del incendio que destruyó completamente el edificio en 1734. En 1781 la composición fue grabada a buril y aguafuerte por Domenico Cunego; un ejemplar del grabado ingresó en el Prado en 2016, por donación. No era la primera vez que esta pintura de Rafael era reproducida pues ya en 1517 la había grabado Agostino Veneziano y en 1577 Francesco Villamena, aunque sí se considera la de Cunego la reproducción más perfecta. Así, Grazia Bernini Pezzini la calificó en el libro Raphael invenit (1985) como la «punta estrema della stampa di traduzione raffaellesca di tipo tradizionale».
En 1813, Napoleón Bonaparte ordenó que el cuadro original fuese llevado a París, junto con otras obras de Rafael de la Colección Real española; pero el contexto político en Francia se estaba complicando y el traslado de los cuadros se interrumpió, quedando El Pasmo de Sicilia arrumbado durante meses en Tours, en un precario almacén con goteras. Al llegar a París, y tras un debate entre expertos franceses y españoles, el cuadro fue sometido a una restauración que transfirió la pintura a lienzo, tal como se hizo con muchas tablas de la época. Seguramente una conservación inadecuada (humedad, xilófagos) había debilitado o combado el soporte original de madera. El responsable de la restauración, Ferol Bonnemaison, hubo de tomar calcos del original durante el proceso, lo que le permitió pintar una réplica bastante fiel, por encargo del duque de Wellington; actualmente se conserva en la que fue su mansión londinense, Apsley House. El original no fue devuelto a España hasta 1822.
En el mismo siglo XIX la obra original fue transferida, junto con muchas otras obras de la colección real de pintura, al Museo del Prado.
Durante el año 2012 el cuadro se retiró de la exposición al público para ser sometido a un proceso de limpieza y restauración, con ocasión de la exposición temporal El último Rafael, celebrada en el Prado, de la que formó parte.

## Análisis de la obra

### Iconografía

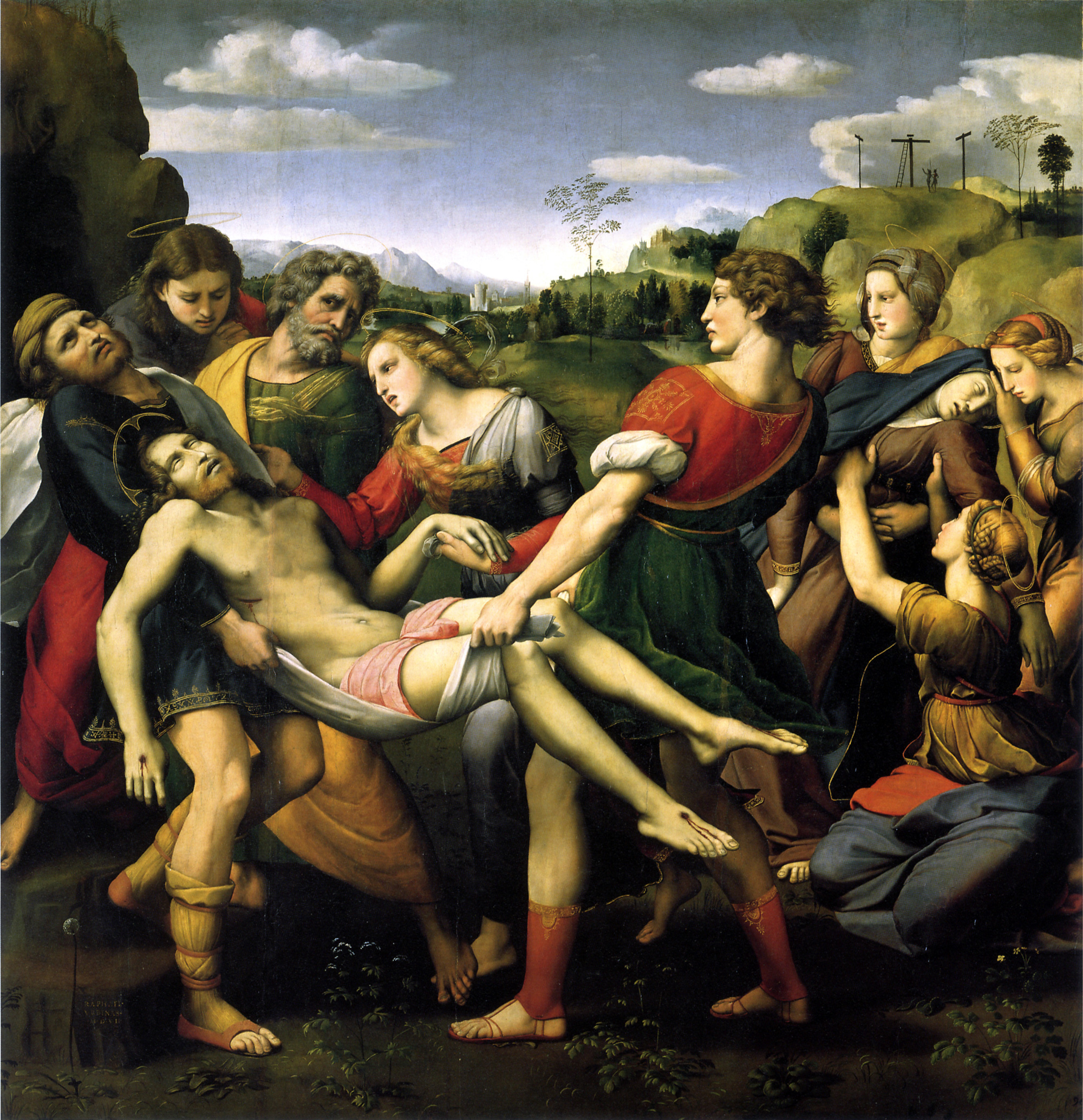
El Sepelio de Jesucristo, por Rafael, Galería Borghese de Roma.

El asunto representado alude explícitamente a la titular del convento, la Madonna dello Spasimo. Esta advocación mariana, una variante de las más conocidas de los Dolores o de las Angustias, tiene su origen en una tradición no recogida en ninguno de los Evangelios canónicos, según la cual, la Virgen María se encontró con su hijo Jesús en el camino hacia el Calvario, sufriendo un desmayo o "espasmo de agonía". Esta leyenda encontró mucho eco en diversas prácticas piadosas, como la devoción a los Siete Dolores de la Virgen o el Viacrucis, una de cuyas estaciones (la cuarta, según la práctica antigua) conmemora precisamente este episodio. Aunque el asunto principal es este encuentro de Cristo con María, Rafael hace alusión también en el cuadro a otros momentos de la Pasión, como la ayuda del Cirineo a llevar la Cruz, las lamentaciones de las Santas Mujeres, e incluso es posible que haya una sugerencia a la condena de Pilato en la figura que porta el bastón de mando, pasajes éstos sí descritos en los Evangelios. En realidad, el cuadro reúne en una misma escena varias iconografías de la Pasión de Cristo narradas en el Viacrucis.
Se ha venido señalando que Rafael reflejó en esta obra ciertos debates teológicos contemporáneos acerca del comportamiento de la Madre de Dios durante la Pasión. Se discutía en los mismos si una demostración de dolor excesiva por parte de María no pondría en tela de juicio su indubitable creencia en la futura Resurrección. De este modo, que el pintor eluda explícitamente la representación del momento del desmayo de María, sería un reflejo de este comportamiento considerado correcto. Sin embargo, en una obra anterior, el Sepelio de Jesucristo (1507), se da la circunstancia que Rafael sí abordó el episodio del desvanecimiento de la Virgen abiertamente.

### Composición

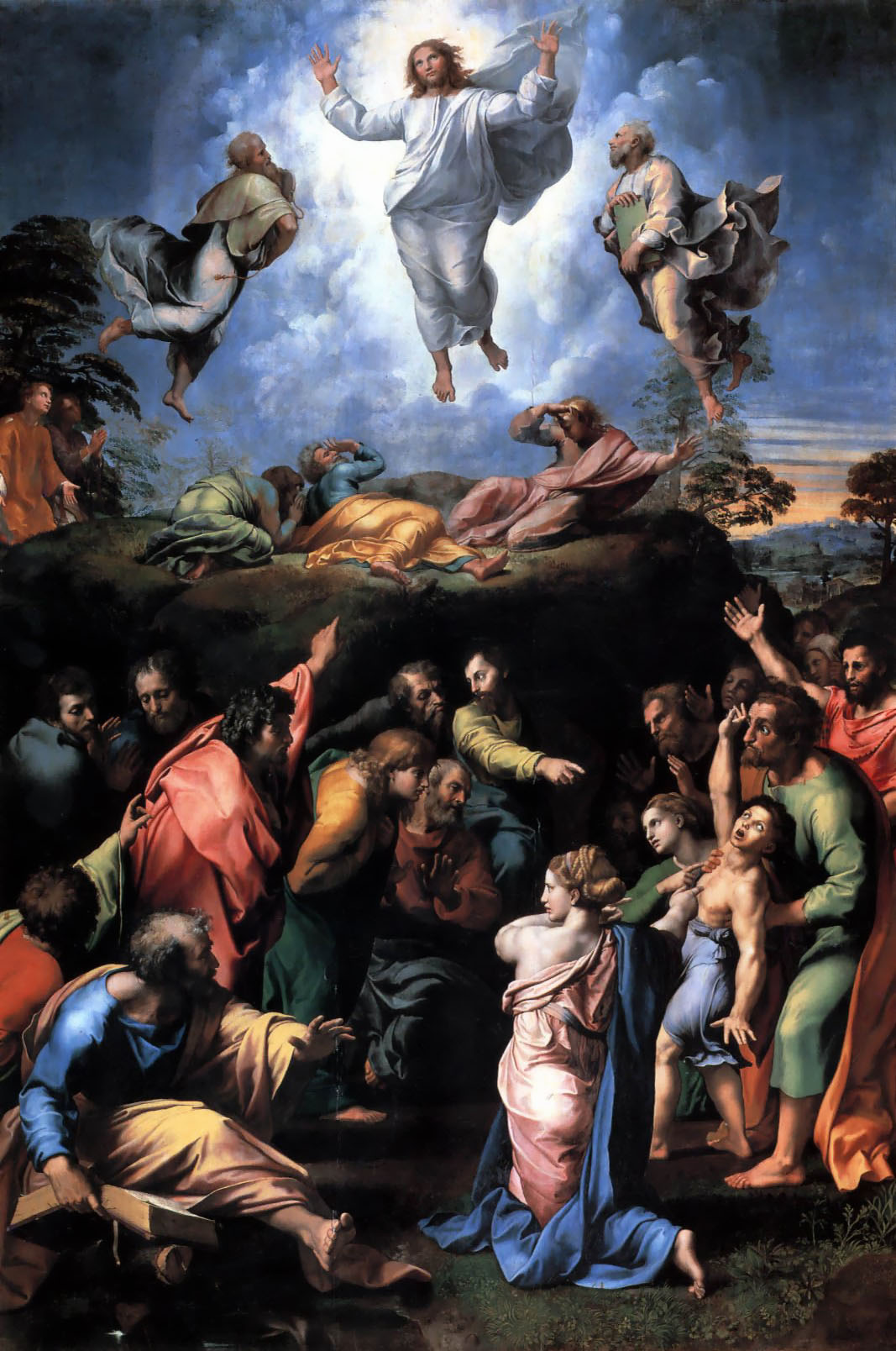
La transfiguración, por Rafael, 1520. Museos Vaticanos.

El artista renuncia en el cuadro a su tradicional módulo compositivo, basado en la geometría y la simetría, en favor de una composición abierta y descentrada. Numerosas diagonales cruzan la pintura (la cruz, las lanzas de los soldados, el hombre con el estandarte) creando una atmósfera tensa y confusa. Las figuras, sobre todo el grupo de las Marías, parecen irrumpir en cascada en el escenario, potenciando la sensación de desorden. Sin embargo, éste es sólo aparente: la figura protagonista del cuadro (Cristo) queda aislada, justo en el medio de un triángulo compositivo formado por el Cirineo, el sayón de la cuerda y el grupo de mujeres, reclamando toda la atención del espectador; y quedando unido, además, por un juego de miradas y de gestos, a la otra figura protagonista, la Virgen María. Esta especie de centro visual, de todos modos, no es centrífugo y estable, sino expansivo. Queda esto de manifiesto en la figura del sayón de la izquierda, vuelto de espaldas al espectador en postura serpentinata, o grupo de soldados de la derecha, que se convierten en centros de atención a su vez. El tipo de composición plurifocal que vemos aquí, reaparecerá con mayor desarrollo en obras posteriores, como en la célebre Transfiguración del Vaticano.
La perspectiva está conseguida de manera sutil. El primer plano en el que sucede el episodio de la caída de Cristo queda conectado con el lejano paisaje del Gólgota mediante el escorzo de la figura ecuestre que porta el estandarte, y un plano intermedio muy iluminado en el que se mueven, nerviosas, algunas figurillas. Asimismo, ciertos personajes de la escena principal, como el sayón de la izquierda, introducen al espectador con su gesto y su postura en ese segundo plano.

### Estilo
La pintura ha sido considerada uno de los más claros precedentes del Manierismo pictórico y un hito en la llamada etapa tardía del arte de Rafael. El maestro se enfrenta aquí a un tema con pocos precedentes en la pintura italiana, y lo hace partiendo de su experiencia previa en este tipo de obras, como la ya comentada del Sepelio de Jesucristo. Existe una pintura del mismo tema del contemporáneo de Rafael, Ridolfo Ghirlandaio, con notables semejanzas al cuadro del Prado. No obstante, ciertos elementos que aparecen en la obra y su propia concepción monumental pueden considerarse muy novedosos.
Es llamativa la insistencia en los elementos dramáticos, comenzando por la propia composición, que como ya se ha señalado evita las formas cerradas propias del clasicismo, y continuando por la iluminación contrastada, con amplias zonas en penumbra y otras a plena luz, o la gama cromática escogida, que huye de la armonía favoreciendo los tonos un tanto estridentes. Se advierte así que Rafael se encontraba en un momento de franca revisión de los principios del clasicismo quinientista, del cual él mismo era uno de los mejores representantes. Es posible que a ello no fuera ajeno el influjo de Miguel Ángel, que se reconoce en algunas realizaciones rafaelescas de las Estancias, en especial en la del Incendio del Borgo, y que en el caso que nos ocupa aparece en forma de algunas figuras hercúleas que dominan la composición, como el Cirineo o el sayón de la cuerda, este último en un forzado escorzo que parece cita casi literal de la obra del florentino.
A pesar de todos estos elementos perturbadores del estilo clasicista hasta entonces propio de Rafael, la obra refleja también parte de esos principios. Es notable así, la belleza idealizada de los tipos humanos, incluso de los sayones y de los soldados (recordemos que solían aparecer casi caricaturizados en las imágenes de la época, como representación del mal que eran), y la contención con que están expresadas las emociones y los ademanes. Algunas figuras, en especial el grupo de las Santas mujeres, parecen sacadas de algún relieve grecorromano, tal es la compostura y serenidad que emanan. Se aprecia también cómo las figuras principales, tanto Cristo (que está representado en uno de los episodios más duros de su martirio casi sin sangre, apenas mostrada la corona de espinas y sin desfiguración alguna de su bella faz) como María, traslucen su dolor y su pena con gran dignidad, sin abandonarse a la desesperación, como en cualquier caso exigía y contemplaba la doctrina católica. El fondo no difiere mucho de los que aparecen en los cartones para tapices, que realizó Rafael por esa misma época, alrededor de 1515.